# Ballota
Ballota és un gènere compost per unes 35 espècies d'angiospermes incloses en la família de les lamiàcies. Aquest gènere és natiu de regions temperades d'Europa, del nord d'Àfrica i de l'oest d'Àsia, amb la major diversitat en la regió Mediterrània.
Les espècies de Ballota han sigut usades com aliment per a larves d'alguns Lepidòpters inclòs Coleophora: C. ballotella, C. lineolea i C. ochripennella.

## Espècies seleccionades
- Ballota acetabulosa
- Ballota frutescens
- Ballota hirsuta
- Ballota nigra - Malrubí Negre
- Ballota pseudodictamnus

El gènere es tanca afegint el gènere Marrubium, algunes espècies del qual havien format part d'aquest gènere en el passat.